# Biesen (Wittstock/Dosse)
Biesen ist ein Ortsteil der Stadt Wittstock/Dosse im Landkreis Ostprignitz-Ruppin im Nordwesten des Landes Brandenburg.

## Geographie
Zum Ortsteil gehören die Gemeindeteile Eichenfelde und Heinrichsdorf.
Der Ort, in dem 344 Einwohner auf einer Fläche von 79 Hektar leben (Stand: 31. Dezember 2022), liegt nördlich des Kernortes Wittstock/Dosse.
Die Bundesautobahn 19 verläuft unweit westlich. Sie mündet beim südlich gelegenen Autobahndreieck Wittstock/Dosse in die nordwestlich und südöstlich verlaufende Bundesautobahn 24.

## Geschichte
Am 6. Dezember 1993 wurde Biesen in die Stadt Wittstock/Dosse eingemeindet.

## Sehenswürdigkeiten

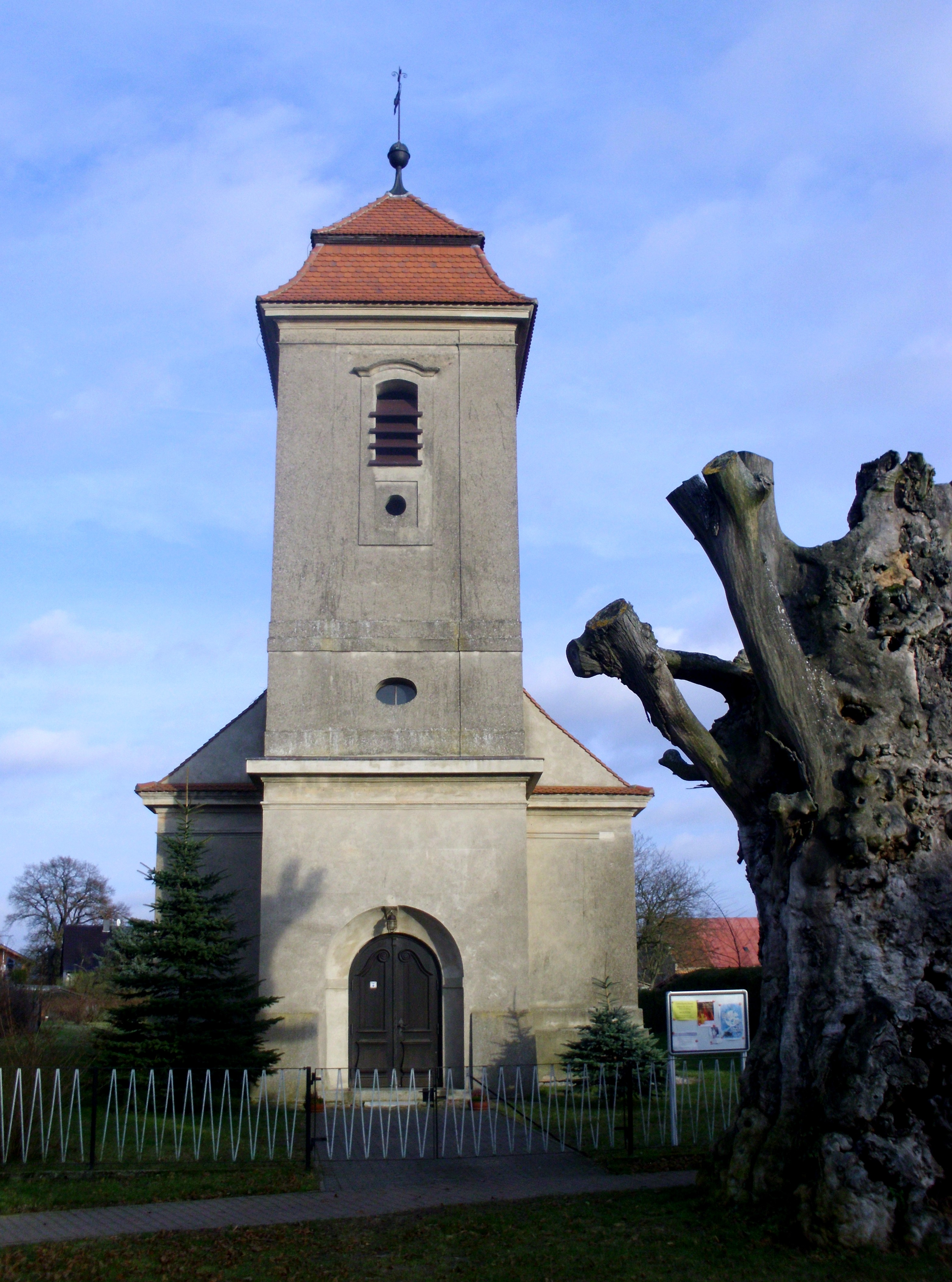
Die Dorfkirche in Biesen. Der 20 Meter hohe Westturm wurde im Jahr 1927 erbaut. Er besteht aus Ziegeln im Klosterformat.

Die Dorfkirche, ein rechteckiger Putzbau aus dem Jahr 1707, und das Chausseehaus (Chaussee 6, heute Wohnhaus) sind Baudenkmale (siehe Liste der Baudenkmale in Wittstock/Dosse#Biesen).